# Pávlovsk (San Petersburgo)
Pávlovsk (en ruso: Па́вловск) es una ciudad situada en el distrito Púshkinski de San Petersburgo, Rusia. La ciudad se encuentra a unos 30 kilómetros al sur de San Petersburgo y a cuatro kilómetros al sureste de Pushkin. Según el censo de 2010, Pávlovsk cuenta con 16.058 habitantes.
La ciudad se desarrolló alrededor del Palacio de Pávlovsk, una importante residencia de la familia imperial rusa. Entre 1918 y 1944, su nombre oficial fue el de Slutsk, por la revolucionaria Vera Slútskaya. Los palacios y parques de la ciudad de Pávlosk y su centro histórico forman parte del centro histórico de San Petersburgo y conjuntos monumentales anexos, Patrimonio de la Humanidad por la Unesco.

## Clima
El clima de Pávlovsk oscila entre oceánico y continental. La duración del día varía entre cinco horas y 51 minutos en el solsticio de invierno a 18 horas y 50 minutos en el solsticio de verano. Los veranos son cortos y suaves, mientras que el invierno es largo y frío. Las temperaturas por encima de los 0 °C suelen darse desde abril hasta comienzos de noviembre. El mes más frío es febrero, con vientos invernales que soplan hacia el sur y cambian frecuentemente la masa de aire sobre la ciudad. Los vientos veraniegos llegan del oeste y noroeste. Los meses más nubosos son noviembre, diciembre y enero, y los más soleados son mayo, junio y julio.
En Pávlovsk hay alrededor de 240 días soleados al año. Entre el 25 de mayo y el 16 de julio se observa el sol de medianoche, cuando el sol se mantiene en el horizonte y los días duran cerca de 19 horas. La zona está rodeada de aguas superficiales y subterráneas.
| Parámetros climáticos promedio de Pavlovsk | Parámetros climáticos promedio de Pavlovsk | Parámetros climáticos promedio de Pavlovsk | Parámetros climáticos promedio de Pavlovsk | Parámetros climáticos promedio de Pavlovsk | Parámetros climáticos promedio de Pavlovsk | Parámetros climáticos promedio de Pavlovsk | Parámetros climáticos promedio de Pavlovsk | Parámetros climáticos promedio de Pavlovsk | Parámetros climáticos promedio de Pavlovsk | Parámetros climáticos promedio de Pavlovsk | Parámetros climáticos promedio de Pavlovsk | Parámetros climáticos promedio de Pavlovsk | Parámetros climáticos promedio de Pavlovsk |
| Mes                                        | Ene.                                       | Feb.                                       | Mar.                                       | Abr.                                       | May.                                       | Jun.                                       | Jul.                                       | Ago.                                       | Sep.                                       | Oct.                                       | Nov.                                       | Dic.                                       | Anual                                      |
| ------------------------------------------ | ------------------------------------------ | ------------------------------------------ | ------------------------------------------ | ------------------------------------------ | ------------------------------------------ | ------------------------------------------ | ------------------------------------------ | ------------------------------------------ | ------------------------------------------ | ------------------------------------------ | ------------------------------------------ | ------------------------------------------ | ------------------------------------------ |
| Temp. máx. abs. (°C)                       | 8.6                                        | 10.2                                       | 14.9                                       | 25.3                                       | 30.9                                       | 34.6                                       | 35.3                                       | 33.5                                       | 30.4                                       | 21.0                                       | 12.3                                       | 10.9                                       | 35.3                                       |
| Temp. máx. media (°C)                      | -2.3                                       | -1.4                                       | 4.1                                        | 9.2                                        | 16.1                                       | 20.5                                       | 22.2                                       | 20.6                                       | 14.6                                       | 8.5                                        | 1.8                                        | -0.7                                       | 9.4                                        |
| Temp. media (°C)                           | -6.5                                       | -6.0                                       | -1.4                                       | 4.4                                        | 10.9                                       | 15.8                                       | 17.7                                       | 16.4                                       | 11.0                                       | 5.6                                        | -0.1                                       | -3.9                                       | 5.2                                        |
| Temp. mín. media (°C)                      | -7.9                                       | -7.7                                       | -2.9                                       | 1.6                                        | 7.1                                        | 11.9                                       | 14.0                                       | 13.0                                       | 8.0                                        | 3.7                                        | -2.1                                       | -5.5                                       | 2.8                                        |
| Temp. mín. abs. (°C)                       | -35.9                                      | -35.2                                      | -29.9                                      | -21.8                                      | -6.6                                       | 0.1                                        | 4.9                                        | 1.3                                        | -3.1                                       | -12.9                                      | -22.2                                      | -34.4                                      | -35.9                                      |
| Precipitación total (mm)                   | 40                                         | 31                                         | 35                                         | 33                                         | 38                                         | 64                                         | 78                                         | 77                                         | 67                                         | 65                                         | 56                                         | 49                                         | 633                                        |
| Fuente:                                    |                                            |                                            |                                            |                                            |                                            |                                            |                                            |                                            |                                            |                                            |                                            |                                            |                                            |

## Demografía
Según el censo de 2002, en Pávlovsk vivían 14.960 habitantes de los que el 44,4% eran hombres y el 55,6% mujeres.
| Año       | 1780 | 1794 | 1897  | 1959   | 1970   | 1979   | 1989   | 1991   | 1998   | 2002   |
| --------- | ---- | ---- | ----- | ------ | ------ | ------ | ------ | ------ | ------ | ------ |
| Población | 54   | 300  | 4.900 | 16.600 | 21.000 | 25.200 | 25.500 | 25.400 | 24.800 | 14.960 |